# La Toile infernale
La Toile infernale est une émission française qui était diffusé sur Canal J de septembre 2008 à juin 2010.

## Principe
Un duo doivent avoir des « anti-bugs » pour libérer la toile.

### Contexte
Olivier, le présentateur, est capitaine d'un vaisseau et veut sauver la toile infernale qui bugue. Le vaisseau est en danger. Et seulement avec l'aide de cette toile, Olivier et les passagers peuvent retrouver le chemin de la Terre.

### Épreuves
Voici la liste des épreuves suivantes, choisies par hasard, la « galaxie infernale » (liste non exhaustive) :
- Toile de ballons
- Passage Infernal
- Toile d'œufs
- Tour Infernale
- Porteurs de la toile
- Battle infernale
- Bowling Géant
- Château de la toile